# Anton Weigl
Anton Weigl (26. února 1805 Dětřichov či Malíkov – 21. března 1889 Dětřichov) byl rakouský politik německé národnosti z Moravy, během revolučního roku 1848 poslanec Říšského sněmu.

## Biografie
Roku 1849 se uvádí jako Anton Weigl, dědičný rychtář z obce Iglau. Byl majitelem dědičné rychty v Dětřichově. Uvádí se etnicky jako Němec.
Během revolučního roku 1848 se zapojil do veřejného dění. Ve volbách roku 1848 byl zvolen i na ústavodárný Říšský sněm. Zastupoval volební obvod Moravská Třebová. Tehdy se uváděl coby zemědělec a dědičný rychtář. Řadil se k sněmovní levici.
V Dětřichově se koncem 19. století jako dědičný rychtář uvádí i Ferdinand Weigl, který zasedal coby poslanec Moravského zemského sněmu.